# Máscara mortuária

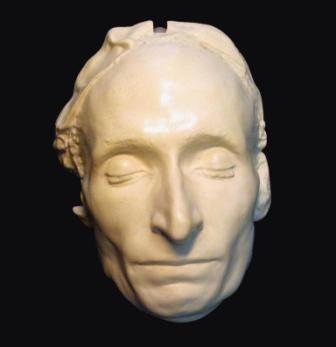
Máscara mortuária de Blaise Pascal.

Nas culturas ocidentais, uma máscara mortuária, funerária ou fúnebre era uma máscara feita de cera ou gesso que era colocada sobre o rosto de uma pessoa recém-falecida. A máscara podia ser feita para se possuir uma lembrança, souvenir do falecido ou usada como modelo para criação de retratos. Alguns desses retratos puderam e podem ser identificados como baseados em máscaras mortuárias, dadas algumas deformações provocadas pelo gesso durante a modelagem.
Em outras culturas, a máscara era um ritual de sepultamento. As mais conhecidas dessa espécie foram as máscaras feitas pelos antigos egípcios como parte do processo de mumificação, como a máscara de Tutankhamon.
No século XVII, alguns países europeus usaram as máscaras mortuárias como efígies. No século XVIII e XIX foram usadas para registrarem rostos de desconhecidos para posterior identificação, até serem substituídas pela fotografia.
Propostas da frenologia e etnografia levaram a que se usassem máscaras (tanto de mortos como de vivos) para propósitos científicos e pseudo-científicos.

## História

### Esculturas

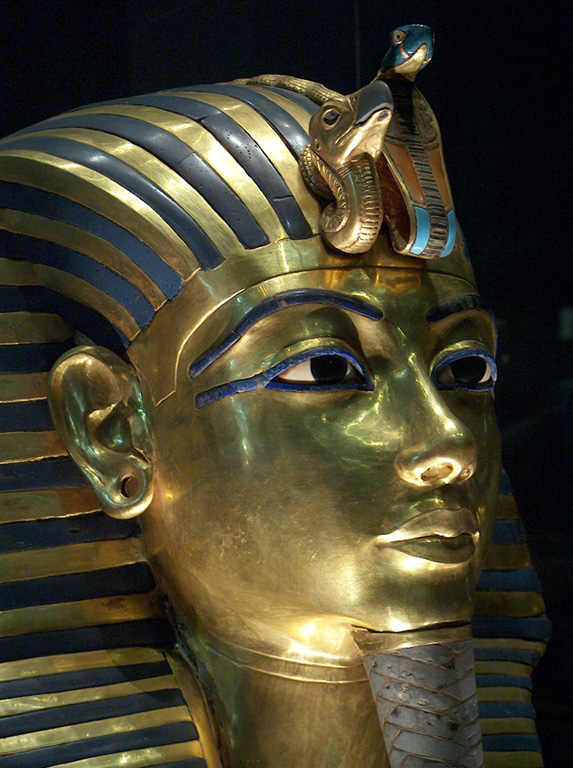
Máscara de Ouro de Tutancâmon.

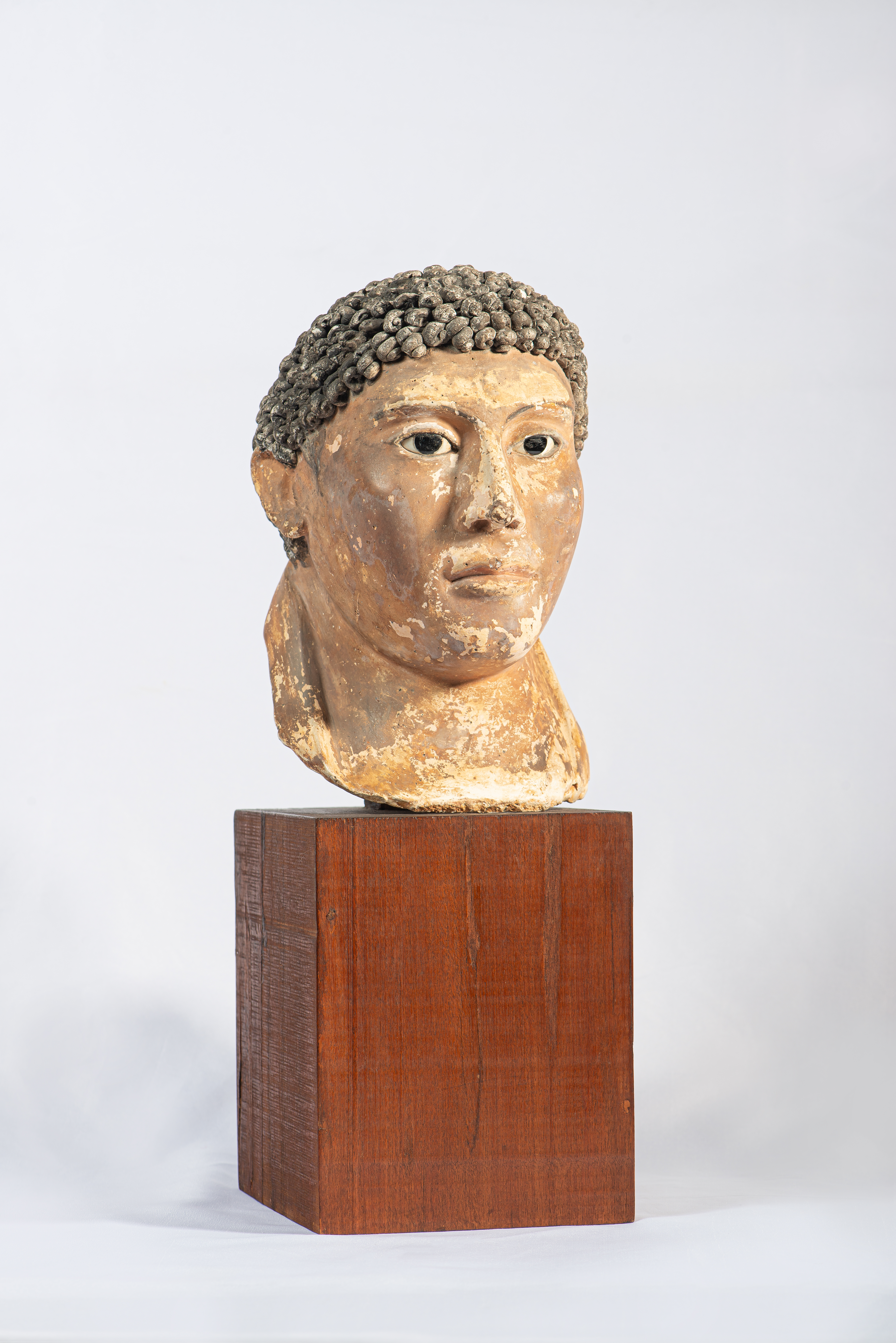
Escultura de um homem com feições romanas, no estilo egípcio. Acervo Casa Museu Eva Klabin.

Máscaras de mortos foram tradicionais em muitos países. O mais importante processo funerário foi nas cerimônias dos antigos egípcios das mumificações dos corpos, que, após orações e consagrações, eram depositados em sarcófagos construídos e decorados com ouro e pedras preciosas. Uma parte especial do ritual era a máscara esculpida do rosto do falecido. Acreditava-se que a máscara guiaria a alma da múmia e a guardaria dos espíritos malignos durante a jornada até o outro mundo. A máscara mais famosa é a do faraó Tutancâmon.
Em 1876, o arqueólogo Heinrich Schliemann descobriu seis túmulos em Micenas, que ele achava serem de reis ou antigos heróis gregos: Agamenon, Cassandra, Evrimdon e seus companheiros. Surpreendeu-se quando viu que as caveiras estavam cobertas com máscaras de ouro.
As mais elaboradas foram produzidas durante os séculos II e III, período em que não somente a face do morto mas toda a cabeça era representada, formando uma verdadeira máscara-busto, realçada com a aplicação de olhos incrustados feitos em rocha ou vidro. No caso das máscaras masculinas, as figuras imitavam os penteados dos imperadores romanos, com franjas na testa e bigode com cachos curtos, como Marco Aurélio. No final do séculos III e IV, as máscaras mortuárias em estuque foram tornando-se cada vez mais simples e pouco detalhadas, deixando de retratar as características do morto, tornando-se, portanto, mais anônimas.
Acredita-se que os bustos ou estátuas dos romanos antigos foram esculpidos a partir de moldes de cera tirados por ordens das famílias dos mortos. As máscaras de cera depois eram modeladas em rocha.

### Vultos retratados

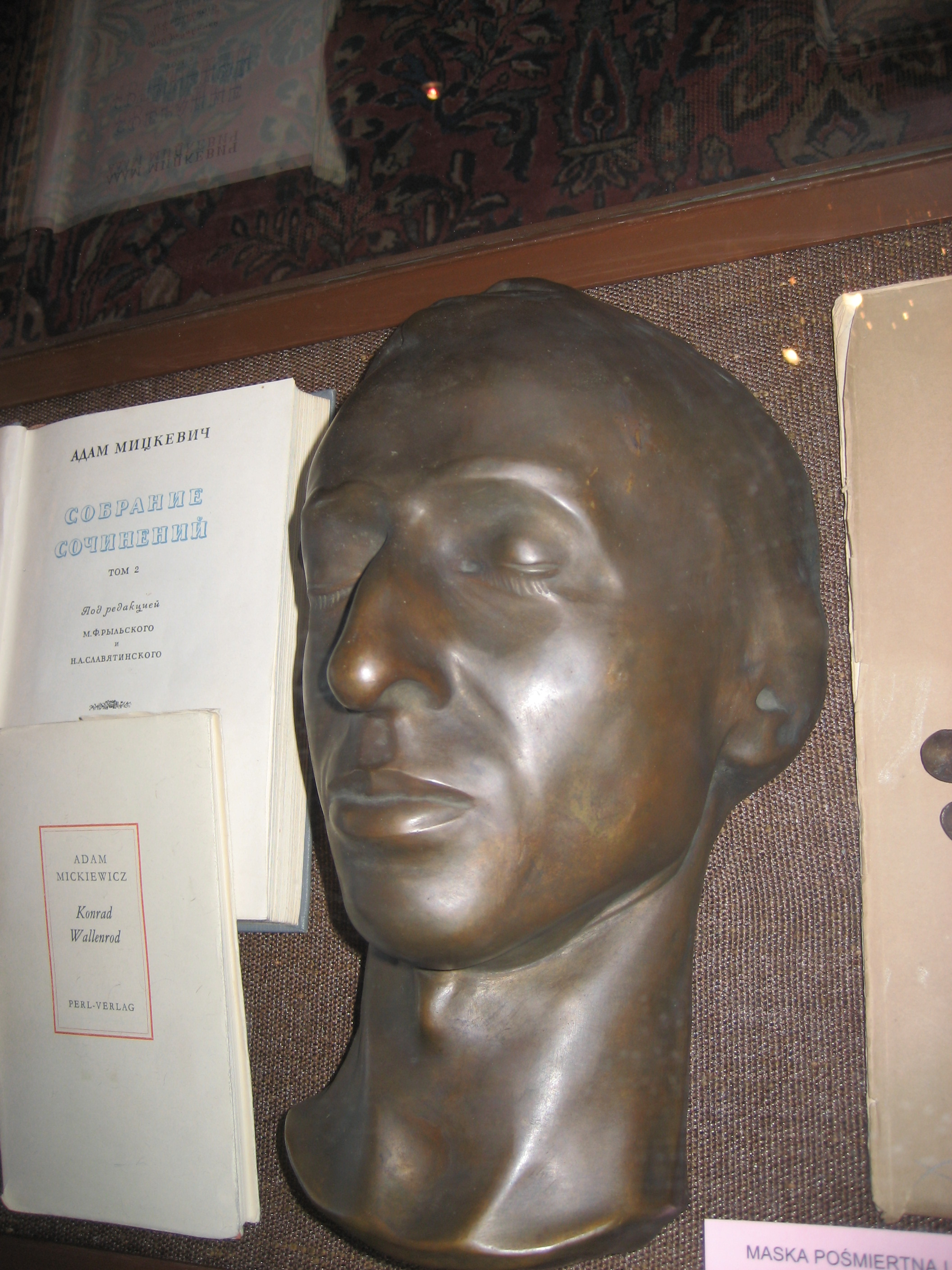
Máscara de Chopin.

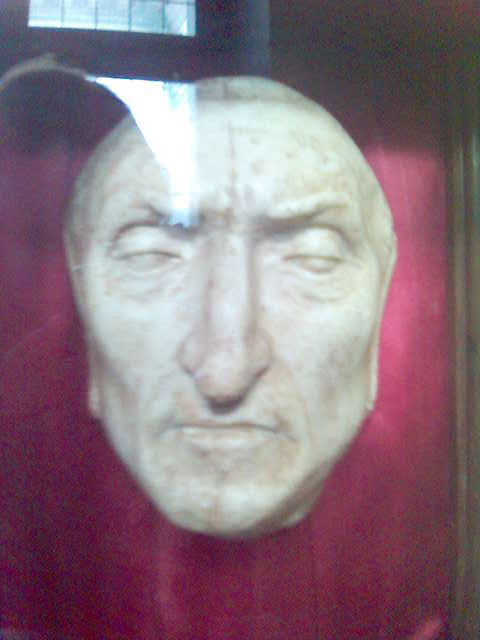
Suposta máscara de Dante.

Na Idade Média, as máscaras mortuárias de fato tomaram o lugar das esculturas. Elas foram usadas em funerais e depois preservadas em museus, livrarias e universidades. As máscaras não eram apenas dos mortos da realeza ou da aristocracia (Henrique VIII, Sforza), mas também de pessoas eminentes como poetas, filósofos e dramaturgos tais como Dante, Filippo Brunelleschi, Torquato Tasso, Blaise Pascal e Voltaire. Continuou em alguns lugares o costume romano de serem transpostas para estátua ou bustos.
A máscara mortuária de Oliver Cromwell encontra-se preservada no Castelo Warwick. Outra notável máscara é a de Napoleão Bonaparte, tirada na ilha de Santa Helena (território) e despachada para o Museu Britânico em Londres.
A máscara mortuária de Chopin foi feita em Paris, 1849.

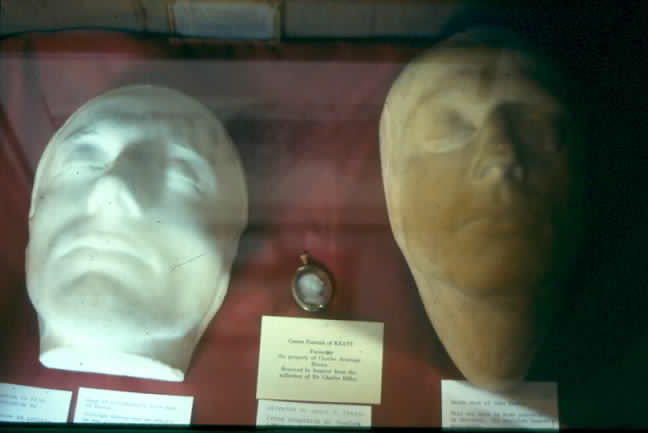
Máscara de Keats.

Na Rússia, a tradição das máscaras remonta ao tempo de Pedro, o Grande, que teve seu rosto modelado por Carlo Bartolomeo Rastrelli. Outras máscaras conhecidas são as de Alexander I, Nicolau I e Alexander II.
Uma das primeiras máscaras de ucranianos foi a do poeta Taras Shevchenko, tomada por Peter Clodt von Jürgensburg em São Petersburgo, Rússia.

### Ciência

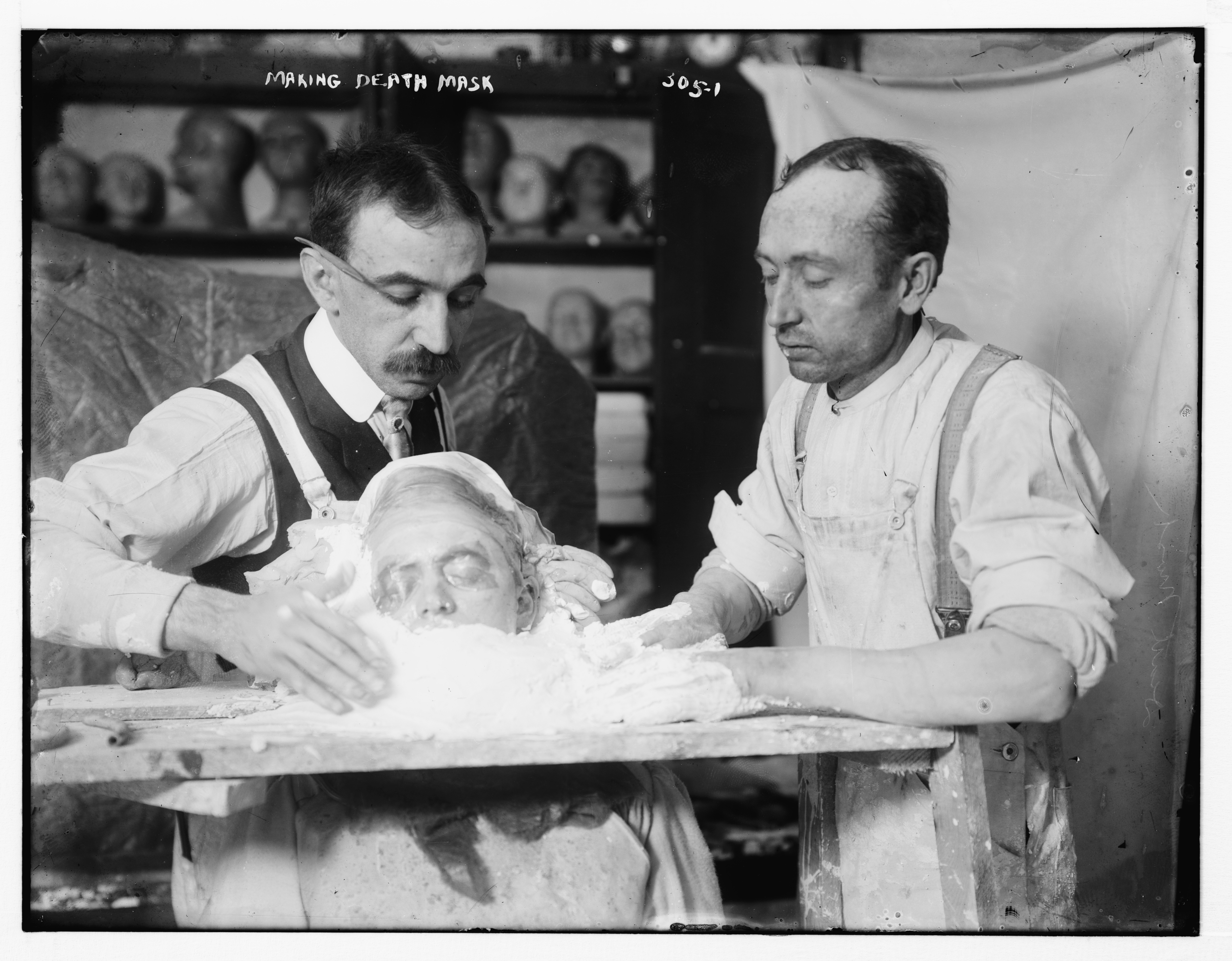
Dois homens modelando uma máscara mortuária.

As máscaras mortuárias foram muito estudadas por cientistas do século XVIII como registro das mudanças na fisionomia humana. A máscara dos vivos também começou a ser feita. Antropólogos usaram esses processos para estudar pessoas famosas e notórios criminosos. Foram também usadas para classificar as diferentes raças de acordo com as diferenças verificadas.

### Forenses

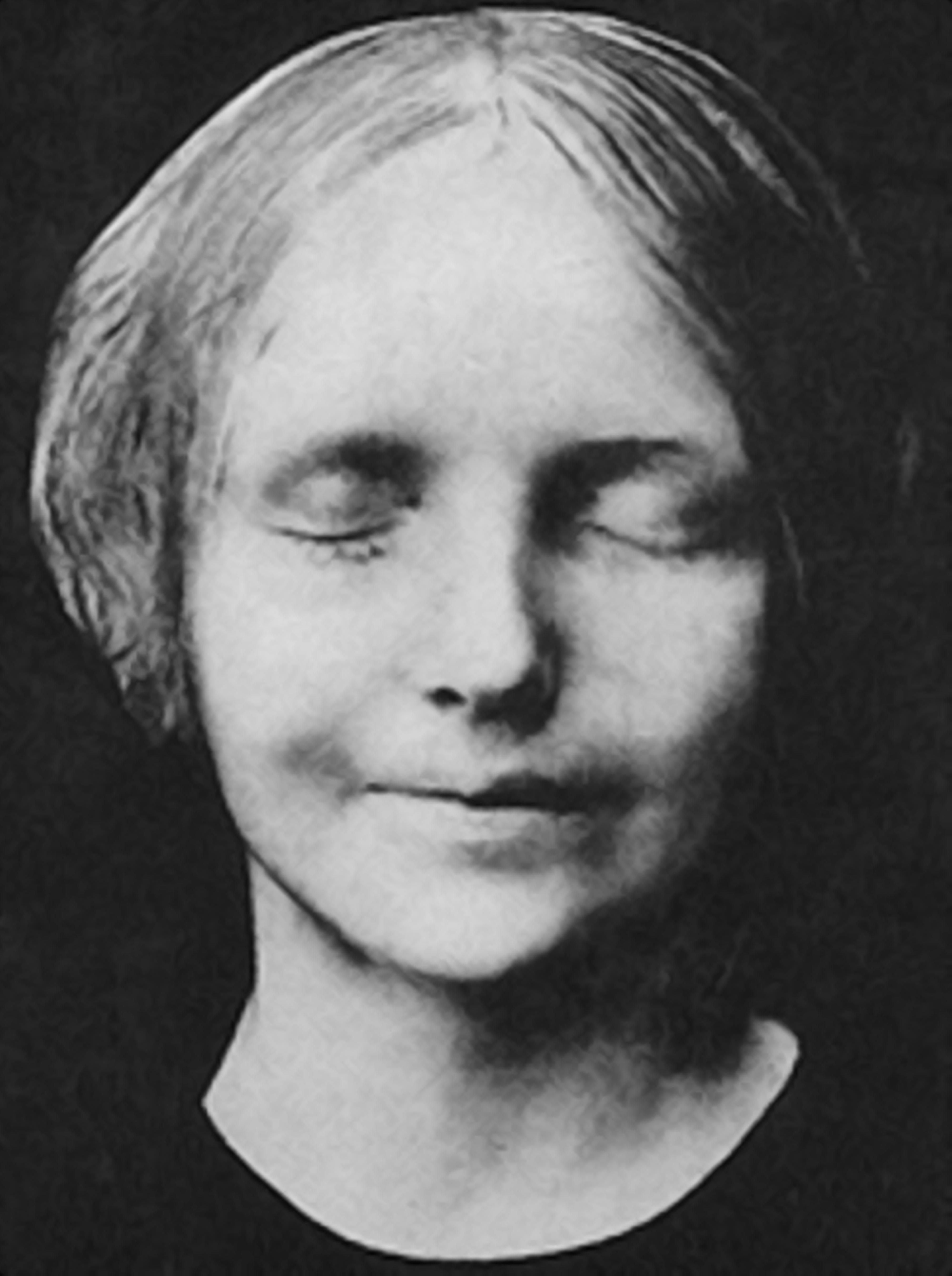
L'Inconnue de la Seine.

Antes do advento da fotografia, os retratos dos rostos serviam para registro de mortos não identificados para futuros reconhecimentos por parte de parentes ou conhecidos.
Uma dessas máscaras, conhecida por L'Inconnue de la Seine ("A desconhecida do Sena"), registrou o rosto de uma jovem mulher desconhecida, que teria sido encontrada boiando no Rio Sena em Paris por volta dos anos de 1880. Os trabalhadores do necrotério de Paris modelaram seu rosto com gesso. A partir daí sua beleza atrairia certa fascinação mórbida de boêmios parisienses.
O rosto de Resusci Anne, apelido do primeiro manequim de treinamento desenvolvido em 1960, trazia os traços da mulher do Sena.